# Iceland International
Die Iceland International sind die offenen internationalen Meisterschaften von Island im Badminton. Sie werden seit 1986 ausgetragen. Ihr angestammter Platz im BE Circuit war bis 2012 der Dezember eines jeden Jahres. 2013 erfolgte die Verschiebung des Termins in den Januar des nächsten Jahres. Nationale Meisterschaften finden dagegen schon seit 1949 statt.

## Die Sieger
| Saison    | Herreneinzel            | Dameneinzel           | Herrendoppel                                   | Damendoppel                                | Mixed                                          |
| --------- | ----------------------- | --------------------- | ---------------------------------------------- | ------------------------------------------ | ---------------------------------------------- |
| 1986      | Wang Junjie             | Elinor Allen          | Ross Gladwin Alastair Baker                    | Kristín Magnúsdóttir Þórdís Edwald         | Alastair Baker Elinor Allen                    |
| 1987      | Broddi Kristjánsson     | Þórdís Edwald         | Broddi Kristjánsson Þorsteinn Páll Hængsson    | Þórdís Edwald Elisabet Þórðardóttir        | Broddi Kristjánsson Kristín Magnúsdóttir       |
| 1988      | Chris Jogis             | Guðrún Júlíusdóttir   | Chris Jogis John Britton                       | Linda French Pam Owens                     | John Britton Pam Owens                         |
| 1989      | Broddi Kristjánsson     | Þórdís Edwald         | Broddi Kristjánsson Þorsteinn Páll Hængsson    | Guðrún Júlíusdóttir Kristín Magnúsdóttir   | Broddi Kristjánsson Þórdís Edwald              |
| 1990      | Broddi Kristjánsson     | Guðrún Júlíusdóttir   | Broddi Kristjánsson Þorsteinn Páll Hængsson    | Paula Rip Inga Kjartansdóttir              | Þorsteinn Páll Hængsson Inga Kjartansdóttir    |
| 1991      | Matthew Smith           | Lim Xiaoqing          | Ármann Þorvaldsson Þorsteinn Páll Hængsson     | Kristín Magnúsdóttir Lim Xiaoqing          | Broddi Kristjánsson Lim Xiaoqing               |
| 1992      | Mike Brown              | Jennifer Allen        | Simon Archer Julian Robertson                  | Jennifer Allen Elinor Allen                | Kenny Middlemiss Elinor Allen                  |
| 1993      | Steve Butler            | Elsa Nielsen          | Dave Wright Julian Robertson                   | Lorraine Thomas Kerry McKittrick           | Dave Wright Lorraine Thomas                    |
| 1994      | Broddi Kristjánsson     | Elsa Nielsen          | Árni Þór Hallgrímsson Broddi Kristjánsson      | Birna Petersen Guðrún Júlíusdóttir         | Árni Þór Hallgrímsson Guðrún Júlíusdóttir      |
| 1995      | Broddi Kristjánsson     | Elsa Nielsen          | Árni Þór Hallgrímsson Broddi Kristjánsson      | Elsa Nielsen Vigdís Ásgeirsdóttir          | Árni Þór Hallgrímsson Guðrún Júlíusdóttir      |
| 1996      | Rasmus Wengberg         | Elsa Nielsen          | Árni Þór Hallgrímsson Broddi Kristjánsson      | Elsa Nielsen Vigdís Ásgeirsdóttir          | Árni Þór Hallgrímsson Vigdís Ásgeirsdóttir     |
| 1997      | Niels Christian Kaldau  | Christina Sørensen    | Niels Christian Kaldau Joachim Fischer Nielsen | Christina Sørensen Jane F. Bramsen         | Joachim Fischer Nielsen Jane F. Bramsen        |
| 1998      | Steffan Pandya          | Jill Pittard          | Árni Þór Hallgrímsson Broddi Kristjánsson      | Tracy Dineen Lorraine Cole                 | Tómas Viborg Emma Gustafsson                   |
| 1999      | Rasmus Wengberg         | Karolina Ericsson     | Fredrik Bergström Henrik Andersson             | Vigdís Ásgeirsdóttir Drífa Harðardóttir    | Fredrik Bergström Jenny Karlsson               |
| 2000      | Colin Haughton          | Rebecca Pantaney      | Peter Jeffrey David Lindley                    | Natalie Munt Liza Parker                   | David Lindley Emma Chaffin                     |
| 2001      | Matthew Shuker          | Elizabeth Cann        | Jochen Cassel Ingo Kindervater                 | Vigdís Ásgeirsdóttir Ragna Ingólfsdóttir   | Thomas Laybourn Karina Sørensen                |
| 2002      | Bobby Milroy            | Petya Nedelcheva      | Dennis S. Jensen Peter Steffensen              | Kirsteen McEwan Yuan Wemyss                | Peter Steffensen Karina Sørensen               |
| 2003      | Joachim Fischer Nielsen | Petya Nedelcheva      | Joachim Fischer Nielsen Jesper Larsen          | Petya Nedelcheva Neli Boteva               | Simon Archer Donna Kellogg                     |
| 2004      | Bobby Milroy            | Susan Hughes          | Paul Trueman Ian Palethorpe                    | Liza Parker Suzanne Rayappan               | Peter Jeffrey Hayley Connor                    |
| 2005      | Jens-Kristian Leth      | Sara Persson          | Anders Kristiansen Simon Mollyhus              | Johanna Persson Elin Bergblom              | Henri Hurskainen Johanna Persson               |
| 2006      | Magnus Sahlberg         | Ragna Ingólfsdóttir   | Christopher Bruun Jensen Morten Kronborg       | Imogen Bankier Emma Mason                  | Henri Hurskainen Emma Wengberg                 |
| 2007      | Petr Koukal             | Ragna Ingólfsdóttir   | Peter Hasbak Jonas Glyager Jensen              | Katrín Atladóttir Ragna Ingólfsdóttir      | Jonas Glyager Jensen Maria Kaaberbøl Thorberg  |
| 2008      | nicht ausgetragen       | nicht ausgetragen     | nicht ausgetragen                              | nicht ausgetragen                          | nicht ausgetragen                              |
| 2009      | Christian Lind Thomsen  | Ragna Ingólfsdóttir   | Anders Skaarup Rasmussen René Lindskow         | Ragna Ingólfsdóttir Snjólaug Jóhannsdóttir | Theis Christiansen Joan Christiansen           |
| 2010      | Kim Bruun               | Ragna Ingólfsdóttir   | Emil Holst Mikkel Mikkelsen                    | Ragna Ingólfsdóttir Katrín Atladóttir      | Frederik Colberg Mette Poulsen                 |
| 2011      | Mathias Borg            | Ragna Ingólfsdóttir   | Thomas Dew-Hattens Mathias Kany                | Tinna Helgadóttir Snjólaug Jóhannsdóttir   | Thomas Dew-Hattens Louise Grimm Hansen         |
| 2012      | Chou Tien-chen          | Chiang Mei-hui        | Joe Morgan Nic Strange                         | Lee So-hee Shin Seung-chan                 | Chou Tien-chen Chiang Mei-hui                  |
| 2013      | nicht ausgetragen       | nicht ausgetragen     | nicht ausgetragen                              | nicht ausgetragen                          | nicht ausgetragen                              |
| 2014      | Beryno Wong Jiann Tze   | Airi Mikkelä          | Martin Campbell Patrick MacHugh                | Sarah Thomas Carissa Turner                | Alexander Bond Ditte Søby Hansen               |
| 2015      | Milan Ludík             | Mette Poulsen         | Martin Campbell Patrick MacHugh                | Lena Grebak Maria Helsbøl                  | Nicklas Mathiasen Cecilie Bjergen              |
| 2016      | Kim Bruun               | Julie Dawall Jakobsen | Chris Coles Adam Hall                          | Jessica Pugh Sarah Walker                  | Anton Kaisti Cheryl Seinen                     |
| 2017      | Subhankar Dey           | Yang Li Lian          | Paweł Prądziński Jan Rudziński                 | Lydia Cheah Li Ya Yang Li Lian             | Callum Hemming Fee Teng Liew                   |
| 2018      | Sam Parsons             | Saili Rane            | Alexander Dunn Adam Hall                       | Julie MacPherson Eleanor O’Donnell         | Rohan Kapoor Kuhoo Garg                        |
| 2019      | Mikkel Enghøj           | Ayla Huser            | Bruno Carvalho Tomás Nero                      | Abigail Holden Sian Kelly                  | Kristófer Darri Finnsson Margrét Jóhannsdóttir |
| 2020      | Fathurrahman Fauzi      | Rachel Sugden         | Anton Monnberg Jesper Paul                     | Asmita Chaudhari Pamela Reyes              | Alex Green Annie Lado                          |
| 2021 2022 | nicht ausgetragen       | nicht ausgetragen     | nicht ausgetragen                              | nicht ausgetragen                          | nicht ausgetragen                              |
| 2023      | Matthias Kicklitz       | Frederikke Lund       | Jonas Kudsk Jeppe Søby                         | Abbygael Harris Annie Lado                 | Brandon Yap Annie Lado                         |
| 2024      | Mads Juel Møller        | Milena Schnider       | Benjamin Illum Klindt Magnus Klinggaard        | Sophia Lemming Cathrine Marie Wind         | Mikkel Klinggaard Naja Abildgaard              |
| 2025      | Karan Rajan Rajarajan   | Rachel Sugden         | Andy Buijk Aymeric Tores                       | Kirsten de Wit Meerte Loos                 | Mikkel Klinggaard Nicoline Tang                |
| 2026      |                         |                       |                                                |                                            |                                                |